# Bum Bum Tam Tam
Bum Bum Tam Tam (ou Joga o Bum Bum Tam Tam) est une chanson de MC Fioti. Elle est popularisée par le remix qui comporte les participations de Juan Magán, J Balvin, Stefflon Don & Future. La chanson est certifiée disque de diamant en France.
La chanson est basée sur la partita en la mineur pour flûte (BWV 1013) du compositeur allemand Jean-Sébastien Bach.

## Classements
Version originale
| Classement (2017-18)                           | Meilleure position |
| ---------------------------------------------- | ------------------ |
| Belgique (Wallonie Ultratip Bubbling Under 50) | 7                  |
| Espagne (PROMUSICAE)                           | 87                 |
| France (SNEP)                                  | 5                  |
| Suisse (Schweizer Hitparade)                   | 54                 |

Remix
| Classement (2017-18)                           | Meilleure position |
| ---------------------------------------------- | ------------------ |
| Allemagne (Media Control AG)                   | 51                 |
| Belgique (Flandre Ultratop 50 Singles)         | 22                 |
| Belgique (Wallonie Ultratip Bubbling Under 50) | 2                  |
| Espagne (PROMUSICAE)                           | 9                  |
| France (SNEP)                                  | 108                |
| Italie (FIMI)                                  | 52                 |
| Suisse (Schweizer Hitparade)                   | 51                 |

## Certifications
Remix
| Pays     | Organisme  | Certification | Seuil                            |
| -------- | ---------- | ------------- | -------------------------------- |
| Belgique | BEA        | Or            | 10 000                           |
| Espagne  | Promusicae | Platine       |                                  |
| France   | SNEP       | Diamant       | 35 millions d'équivalent streams |
| Italie   | FIMI       | Or            |                                  |